# Girolamo Frescobaldi
Girolamo Frescobaldi (Ferrara, 13 de septiembre de 1583-Roma, 1 de marzo de 1643), músico italiano del período barroco.

## Biografía
Nació en Ferrara, Italia. Estudió a las órdenes del organista y famoso madrigalista Luzzasco Luzzaschi en Ferrara. Otra de sus tempranas influencias fue la de Carlo Gesualdo, también presente por aquella época en la misma ciudad.
Su protector, el cardenal Guido Bentivoglio, le ayudó a conseguir una plaza de organista en la basílica de Santa María en Trastevere en Roma en la primavera de 1607. Con él viajó a los Países Bajos antes de convertirse en organista de la Basílica de San Pedro de Roma en 1608, plaza que ocupó hasta su muerte. Desde 1628 a 1634 fue organista en la corte de los Médici en Florencia.
Escribió un gran número de obras para órgano y clavicémbalo, incluyendo tocatas, caprichos, fantasías, canciones, ricercare (nombre genérico para cualquier pieza con contrapunto), danzas y variaciones. Entre sus obras más conocidas se encuentran las Fiori musicali (1635), una colección de obras de órgano para ser tocadas durante la misa. Publicó dos libros de tocatas entre 1615 y 1637, entre las que figura la Cento Partite, una de sus obras más virtuosas y experimentales. Su música vocal incluye misas, motetes y madrigales. Su música instrumental es menos conocida, pese a la importancia del Primer volumen de canciones para tocar con cualquier instrumento, publicado en 1628.
Frescobaldi fue uno de los inventores de la concepción moderna del tempo y su música tuvo una gran influencia en compositores posteriores, como Johann Jakob Froberger y Johann Sebastian Bach.